# ماثيو يونغ (موظف مدني)
ماثيو يونغ (بالإنجليزية: Matthew Young)‏ هو موظف مدني بريطاني، ولد في 17 نوفمبر 1944، وتوفي في 1 مارس 2015.